# Les dix étapes du génocide
Les 8 étapes du génocide est un essai écrit par Gregory Stanton, président fondateur de Genocide Watch, publié pour la première fois lors de la conférence Faulds de 1987 au Warren Wilson College, également présenté à l'American Anthropological Association en 1987 et au Département d'État des États-Unis en 1996. L'auteur ajoutera par la suite, en 2012, deux étapes supplémentaires, la discrimination et la persécution, à son modèle, ce qui aboutira à un modèle de génocide en 10 étapes.

## Résumé
Stanton suggère au départ que le génocide se développe en huit étapes, à laquelle il en ajoute 2 autres, toutes étant « prévisibles mais pas inexorables ». Celles-ci ne sont pas linéaires, et généralement plusieurs se produisent simultanément. Le modèle de Stanton est un modèle conceptuel pour analyser les processus de génocide et pour déterminer les mesures préventives qui pourraient être prises pour combattre ou arrêter chaque processus.
L'article de Stanton est présenté au Département d'État en 1996, peu après le génocide rwandais, mais il analyse également les processus de l'Holocauste, du génocide cambodgien et d'autres génocides. Les mesures préventives suggérées sont celles que les États-Unis, les gouvernements nationaux et les Nations Unies pourraient mettre en œuvre ou influencer d'autres gouvernements à mettre en œuvre.
Le modèle en dix étapes du processus génocidaire de Stanton est largement utilisé dans les études comparatives sur les génocides, par les enseignants des écoles et des universités, et dans des musées tels que le Dallas Holocaust Museum. La méthodologie de Stanton se concentre sur les événements et les processus qui mènent au génocide. L'organisation qu'il a fondée, Genocide Watch, surveille les événements dans le monde entier. Elle émet des alertes au génocide qu'elle transmet aux décideurs politiques des gouvernements et de l'ONU.

## Description des dix étapes
| #  | Étape           | Caractéristiques | Mesures préventives |
| -- | --------------- | --- | --- |
| 1  | Classification  | Les gens sont divisés en « eux et nous ». | « La principale mesure préventive à ce stade précoce est de développer des institutions universalistes qui transcendent … les divisions » |
| 2  | Symbolisation   | « Lorsqu'ils sont combinés à la haine, les symboles peuvent être imposés aux membres réticents de groupes parias… »                          | « Pour lutter contre la symbolisation, les symboles de haine peuvent être légalement interdits tout comme les discours de haine » |
| 3  | Discrimination  | « La loi ou le pouvoir culturel exclut les groupes des pleins droits civiques : lois de ségrégation ou d'apartheid, refus du droit de vote » | « Adopter et appliquer des lois interdisant la discrimination. Pleine citoyenneté et droit de vote pour tous les groupes. » |
| 4  | Déshumanisation | « Un groupe nie l'humanité de l'autre groupe. Ses membres sont assimilés à des animaux, de la vermine, des insectes ou des maladies »        | « Les dirigeants locaux et internationaux devraient condamner le recours au discours de haine et le rendre culturellement inacceptable. Les dirigeants qui incitent au génocide devraient être interdits de voyage international et leurs avoirs financiers à l'étranger, gelés » |
| 5  | Organisation    | « Le génocide est toujours organisé… Les unités spéciales de l'armée ou les milices sont souvent entraînées et armées… »                     | « L'ONU devrait imposer des embargos sur les armes aux gouvernements et aux citoyens des pays impliqués dans des massacres génocidaires et créer des commissions pour enquêter sur les violations. »                                                                              |
| 6  | Polarisation    | « Les groupes haineux diffusent une propagande polarisante… »                                                                                | « La prévention peut signifier la protection de la sécurité des dirigeants modérés ou l'assistance aux groupes de défense des droits humains… Les coups d'État d'extrémistes doivent être combattus par des sanctions internationales »                                           |
| 7  | Préparation     | « Des tueries de masse sont prévues. Les victimes sont identifiées et catégorisées en raison de leur identité ethnique ou religieuse… »      | « À ce stade, une urgence génocidaire doit être déclarée. Une pression diplomatique intense de la part des organisations régionales doit être exercée, y compris la préparation d'une intervention pour empêcher le génocide. »                                                   |
| 8  | Persécution     | « Expropriations, déplacements forcés, ghettos, camps de concentration ».                                                                    | « Assistance directe aux groupes de victimes, sanctions ciblées contre les persécuteurs, mobilisation de l'aide ou de l'intervention humanitaire, protection des réfugiés » |
| 9  | Extermination   | « C'est une extermination pour les tueurs parce qu'ils ne croient pas que leurs victimes soient pleinement humaines »                        | « À ce stade, seule une intervention armée rapide et écrasante peut arrêter le génocide. De véritables zones de sécurité ou des couloirs d'évacuation des réfugiés devraient être établis avec une protection internationale lourdement armée. »                                  |
| 10 | Déni            | « Les auteurs… nient avoir commis des crimes… »                                                                                              | « La réponse au déni est la punition par un tribunal international ou des tribunaux nationaux. » |

## Analyse
D'autres spécialistes du génocide se sont concentrés sur les conditions culturelles et politiques qui conduisent au génocide. La sociologue Helen Fein a montré que l'antisémitisme préexistant était corrélé au pourcentage de Juifs tués dans les pays européens pendant l'Holocauste. Des politologues tels que le Dr Barbara Harff ont identifié les caractéristiques politiques des États qui sont statistiquement corrélées avec le risque de génocide. Ce sont des génocides antérieurs effectués en toute impunité ; un bouleversement politique ; la domination des minorités ethniques ; une idéologie d'exclusion ; l'autocratie ; des frontières fermées et des violations massives des droits de l'homme.
Le modèle de Stanton place les facteurs de risque dans l'analyse de Harff des risques nationaux de génocide dans une structure processuelle. Les risques d'instabilité politique sont caractéristiques de ce que Leo Kuper appelé les « sociétés divisées », avec de profondes failles. Des groupes ciblés sont victimes de discrimination par l'État. Une idéologie d'exclusion est au cœur de la déshumanisation. Les régimes autocratiques favorisent l'organisation de groupes haineux. Le manque d'ouverture au commerce et à d'autres influences extérieures aux frontières d'un État est caractéristique de la préparation au génocide. La violation massive des droits de l'homme est une preuve de persécution. L'impunité après des génocides antérieurs est la preuve du déni.
Plus généralement, diverses recherches ont été menées pour examiner les déterminants de la violence contre les civils dans les conflits armés, y compris le génocide.
Gregory Stanton suggère qu'« en fin de compte, le meilleur antidote au génocide est l'éducation populaire et le développement de la tolérance sociale et culturelle pour la diversité ».